# Kazbek Geteriev
Kazbek Geteriev (né le 30 juin 1985 dans un village du raïon de Prokhladny) est un footballeur international kazakhstanais évoluant au poste de milieu de terrain.